# Vindpose
En vindpose er en konisk cylinder af stof, som anvendes til at vise vindens retning og styrke. Vindposer ses typisk ved lufthavne, ved kemiske anlæg, hvor der er risko for udslip af gas samt ved veje og broer, hvor der er risiko for kraftig sidevind.
Vindens retning er den modsatte af den vej vindposen peger, idet vindretning per konvention angives som den retning vinden kommer fra. Peger vindposen således mod øst, er der vestenvind.
Vindens styrke kan ses på vindposens vinkel og eventuelle knæk.
Standarden for vindposer opsat ved lufthavne angiver, at vindretningen skal angives allerede ved tre knob (brise), mens posen skal være fuldt udfoldet ved en vindstyrke på 15 knob. Mellem disse værdier angiver knækket på vindposen vindens omtrentlige styrke. En vindpose opsat ved ved en lufthavn med natoperation vil være oplyst.